# プルゼニ - ジャテツ線
プルゼニ～ジャテツ線（チェコ語;Železniční trať Plzeň–Žatec）は、チェコ国鉄の鉄道線の名称である。路線番号は160。
1873年、帝国特任ピルゼン・プリーゼン・コーモタウ鉄道（ドイツ語: k.k. privilegierte Eisenbahn Eisenbahn Pilsen–Priesen(–Komotau), EPPK）の路線として開業した。チェコ西部を、南北に結ぶ路線である。

## 歴史
1870年4月21日にピルゼン（現在プルゼニ）とプリーゼン（現在ブジェズノ）間の本線およびブリュクス（現在モスト）・ドゥクス（現在ドゥフツォフ）を結ぶ分岐線建設に関する許可は6人の創業者に与えられた。1871年1月に建設工事が本線の分岐点から始まって、1872年には帝国特任ピルゼン・プリーゼン・コーモタウ鉄道が創立された。1872年9月16日にザーツ（現在ジャテツ）- オーバーニッツ（現在オブルニツェ）間およびオーバーニッツ - ブリュクス間がまず開業された。同年10月24日にオーバーニッツ - ビリン（現在ビリナ）間が、1873年1月21日にピルゼン - プラス（現在プラシ）間が貨物輸送向けにそれぞれ開通された。両区間には1873年5月1日に旅客輸送が可能となった。本線は1873年8月8日にプリーゼンまで延長されて、全線開通が実現された。シャーボーグリュック（現在ジャボクリキ） - ザーツ間は同年9月7日に開通されて、ドゥクス方面の分岐線は10月27日に貨物輸送向けに完工した。1874年4月1日にビリン - ドゥクス区間は全体的に開業された。
1879年にシャーボーグリュック - プリーゼン間は開通数年後に放棄されて、コーモタウ方面の列車は必然的にザーツ駅を経由することとなった。1884年7月1日付きにEPPKは国有化されこの路線もオーストリア帝国鉄道（k.k.österreichischer Staatsbahnen, kkStB）に組み入れられた。
第一次世界大戦の終戦後、この路線は新生のチェコスロバキア国鉄（Československé státní dráhy, ČSD）の路線網に組み入れられた。1938年秋、ナチスドイツがズデーテン地方を占領したのちに、ジーフレ - ジャテツ間はドイツ国営鉄道のドレスデン管理局に配置された。数ヶ月後チェコスロバキアがボヘミア・モラヴィア保護領とスロバキアに分割された時に、残りの区間はボヘミア・モラヴィア鉄道（CMD-BMB）により引き受けられた。1944年に路線番号はプルゼニ - ジャテツ区間とジャテツ - ドゥフツォフ区間を合わせて統合された。
1945年に第二次世界大戦が終わって、この路線はČSDの路線網に復帰した。1950年代に褐炭採掘産業が北部ボヘミア盆地で集約的となった。ドゥフツォフ、ビーリナ、モストの間にあった農地が炭鉱拡張のためだんだん消滅して、町や道路・鉄道交通が犠牲になった。1980年代に電化工事はジャテツ西駅 - オブルニツェ駅間で、石炭輸送の目的で進行されて、1985年10月31日に電気運転が実現された。
1993年1月1日にチェコスロバキアの分離により、チェコ鉄道（České Dráhy, ČD）はこの路線を引き受けた。その後、この路線の重要度は低くなって、急行列車運行はプルゼニ - リベレツ区間で中止された。

## 運行形態

### 特急「リフリーク(R)」
- プルゼニ～ジャテツ～モスト　　※GW Train Regioによる運行
2時間間隔で運行されている。ジャテツ以北は124号線に直通する。ステブノ、ペトロフラドは殆どの列車が通過するが、早朝のブラトノ→モストの列車と深夜のモスト→ブラトノの列車はペトロフラドに停車する。
2017年以前は、ペトロフラド停車の早朝・深夜の列車が快速として運行していた。2016年以前は、大部分がヴロウテクを通過していた。2023年度以前は、早朝のブラトノ→モストの列車がステブノにも停車していた。2024年度以前は、4時間間隔の空く時間帯もあった。

### 普通
- プルゼニ - プラスィ ( - ジフレ)　　※チェコ鉄道による運行
プラスィ以南の運行が基本で、平日1時間に1本、休日2時間に1本運行されている。うち平日2.5往復がブラトノまで、平日2.5往復、休日1.5往復がジフレまで、平日3往復、土曜6往復、休日5往復がムラドチツェまで運行される。
2023年度以前は、休日のジフレ発着が一日2-3往復設定されていた。また、ムラドチツェ発着は、平日2往復、土曜3往復、休日2往復のみであった。2024年度以前は、平日南行のイェセニツェ始発本を除き、ジフレ以北は運行していなかった。

- ジフレ - ブラトノ - イェセニツェ/ラコヴニーク　　※チェコ鉄道による運行　【平日運行】
一日1往復の運行。ブラトノ以東は161号線に直通する。なお、南行1本はプルゼニまで直通する。ブラトノ～ジャテツ間には運行されておらず、ローカル輸送は特急が担っている。
2024年度に運行を開始した。当初は一日3往復の運行であったが、2025年度より一日1往復の運行となった。

### 臨時列車
- T6系統
夏季の土曜・休日に限り、ポドボルジャニ - カシチツェ - カダニ/プルネールジョフ間に、一日2往復が運行する。カシチツェ以北はT6号線に直通する。

### 過去の運行種別
- 快速「スピェシニー(Sp)」
平日のみの運行していた。ジフレ→ジャテツ→ホムトフの系統が早朝に、モスト→ジャテツ→ジフレ（金曜日のみブラトノ）の系統が深夜に、1本ずつ運行されていた。停車駅はペトロフラド停車の特急と同じであるが、ホムトフ行に限り、パストゥホヴィツェにも停車していた。2017年末に特急格上げとなり消滅。また、発着駅がジフレからブラトノに短縮されたため、パストゥホヴィツェ駅に停車する定期列車が消滅した。

## 駅一覧
以下では、チェコ国鉄160号線の駅と営業キロ、停車列車、接続路線などを一覧表で示す。
- 種別
  - R：特急
  - Sp：快速
  - Os：普通
- 停車駅
  - ■印：全列車停車
  - ●印：一部通過
  - ○印：一部停車
  - ｜印：全列車通過

| 路線名 | 駅名                               | 駅間営業キロ | 累計営業キロ     | 累計営業キロ                 | R  | Os | 接続路線                                                                                                   | 所在地       | 所在地       |
| ------ | ---------------------------------- | ------------ | ---------------- | ---------------------------- | -- | -- | --- | ------------ | ------------ |
| 160    | プルゼニ本駅                       | -            | プルゼニから 0.0 |                              | ■  | ■  | 170号線（プラハ方面、クラトヴィ方面） 177号線（ヘブ方面）、180号線（ミュンヘン方面） 191号線（ブルノ方面） | プルゼニ州   | プルゼニ市   |
| 160    | プルゼニ・ビーラー・ホラ駅         | 3.3          | 3.3              |                              | ｜ | ■  | | プルゼニ州   | プルゼニ市   |
| 160    | プルゼニ・ボレヴェツ駅             | 2.8          | 6.1              |                              | ｜ | ■  | | プルゼニ州   | プルゼニ市   |
| 160    | プルゼニ・オルリーク駅             | 2.2          | 8.3              |                              | ｜ | ■  | | プルゼニ州   | プルゼニ市   |
| 160    | トルジェモシナー・ウ・プルズニェ駅 | 2.0          | 10.3             |                              | ｜ | ■  | | プルゼニ州   | 北プルゼニ郡 |
| 160    | ホルニー・ブルジーザ停留所         | 4.7          | 15.0             |                              | ｜ | ■  | | プルゼニ州   | 北プルゼニ郡 |
| 160    | ホルニー・ブルジーザ駅             | 2.6          | 17.6             |                              | ｜ | ■  | | プルゼニ州   | 北プルゼニ郡 |
| 160    | オボラ・ウ・カズニェヨヴァ駅       | 4.0          | 21.6             |                              | ｜ | ○  | | プルゼニ州   | 北プルゼニ郡 |
| 160    | カズニェヨフ駅                     | 4.7          | 26.3             |                              | ■  | ■  | | プルゼニ州   | 北プルゼニ郡 |
| 160    | プラスィ駅                         | 6.2          | 32.5             |                              | ■  | ■  | | プルゼニ州   | 北プルゼニ郡 |
| 160    | ホルニー・フラヂシチェ駅           | 2.4          | 34.9             |                              | ｜ | ■  | | プルゼニ州   | 北プルゼニ郡 |
| 160    | ムラドチツェ停留所                 | 2.1          | 38.0             |                              | ｜ | ■  | | プルゼニ州   | 北プルゼニ郡 |
| 160    | ムラドチツェ駅                     | 2.2          | 40.2             | アイゼンシュタインから 137.4 | ｜ | ■  | | プルゼニ州   | 北プルゼニ郡 |
| 160    | ポトヴォロフ駅                     | 5.7          | 45.9             | 143.1                        | ｜ | ■  | | プルゼニ州   | 北プルゼニ郡 |
| 160    | ジフレ駅                           | 4.4          | 50.3             | 147.5                        | ■  | ■  | | プルゼニ州   | 北プルゼニ郡 |
| 160    | パストゥホヴィツェ駅（休止中 *2）  |              |                  | (152.4)                      | ｜ | ｜ | | プルゼニ州   | 北プルゼニ郡 |
| 160    | ブラトノ・ウ・イェセニツェ駅       | 9.2          | 59.5             | 156.7                        | ■  | ■  | 161号線（ラコヴニーク方面、ベチョフ方面）                                                                  | ウースチー州 | ロウニ郡     |
| 160    | ステブノ駅（休止中 *3）            |              |                  | (160.4)                      | ｜ |    | | ウースチー州 | ロウニ郡     |
| 160    | ペトロフラド駅                     | 6.3          | 65.8             | 163.0                        | ○  |    | | ウースチー州 | ロウニ郡     |
| 160    | クリリ駅                           | 4.4          | 70.2             | 167.4                        | ■  |    | | ウースチー州 | ロウニ郡     |
| 160    | ヴロウテク駅                       | 5.0          | 75.2             | 172.4                        | ■  |    | | ウースチー州 | ロウニ郡     |
| 160    | ポドボルジャニ駅                   | 8.2          | 83.4             | 180.6                        | ■  |    | | ウースチー州 | ロウニ郡     |
| 160    | カシチツェ駅 (*1)                  | 6.0          | 89.4             | 186.6                        | ｜ |    | 164号線（カダニ方面）                                                                                      | ウースチー州 | ロウニ郡     |
| 160    | クニェジツェ駅（休止中）           |              | (93.3)           | (190.5)                      | ｜ |    | | ウースチー州 | ロウニ郡     |
| 160    | チェイコヴィツェ駅（休止中）       |              | (95.6)           | (192.8)                      | ｜ |    | | ウースチー州 | ホムトフ郡   |
| 160    | ジャボクリキ駅（休止中）           |              | (99.4)           | (196.6)                      | ｜ |    | | ウースチー州 | ロウニ郡     |
| 160    | リボチャニ駅（休止中）             |              | (103.5)          | (200.7)                      | ｜ |    | | ウースチー州 | ロウニ郡     |
| 160    | ジャテツ西駅                       | 15.7         | 105.1            | 202.3                        | ■  |    | | ウースチー州 | ロウニ郡     |
| 160    | ジャテツ駅                         | 1.6          | 106.7            | 203.9                        | ■  |    | 123号線（モスト方面）、124号線（ルジナー方面）                                                             | ウースチー州 | ロウニ郡     |

(*1): T6号線直通の臨時列車のみ停車。定期列車は通過する。
(*2): 2017年12月休止。
(*3): 2023年12月休止。